# کربونیل سلنید

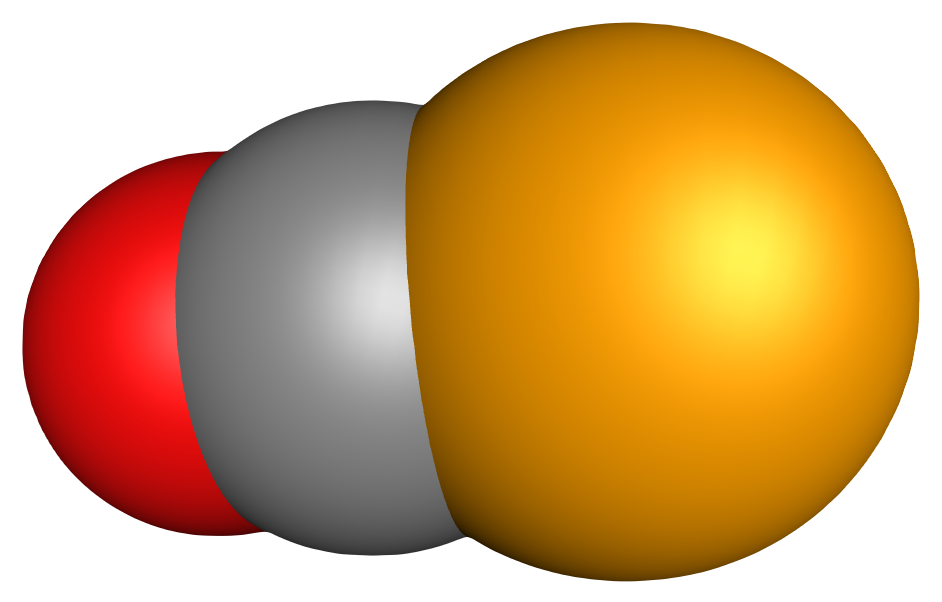
مدل فضا پر کن کربونیل سلنید

کربونیل سلنید (انگلیسی: Carbonyl selenide) نوعی ترکیب شیمیایی با ترکیب OCSe به شکل یک مولکول خطی بیرنگ است.